# Acytolepis contilia
Acytolepis contilia är en fjärilsart som beskrevs av Hans Fruhstorfer 1910. Acytolepis contilia ingår i släktet Acytolepis och familjen juvelvingar. Inga underarter finns listade i Catalogue of Life.